# Лесконоги
Лесконо́ги (укр. Лісконоги) — село в Новгород-Северском районе Черниговской области Украины. Население — 461 человек. Занимает площадь 1,28 км².
Почтовый индекс: 16031. Телефонный код: +380 4658.

## Власть
Орган местного самоуправления — Лесконоговский сельский совет. Почтовый адрес: 16031, Черниговская обл., Новгород-Северский р-н, с. Лесконоги, ул. Центральная, 57.